# 예덕로
예덕로(Yedeok-ro)는 충청남도 예산군 덕산면에서 당진시 우강면을 잇는 충청남도의 도로이다.

## 주요 경유지
충청남도
- 예산군 (덕산면 . 봉산면 . 고덕면) - 당진시 (합덕읍 . 우강면)

## 노선
| 이름          | 접속 노선                          | 소재지 | 소재지 | 비고 |
| ------------- | ---------------------------------- | ------ | ------ | ---- |
| (이름없음)    | 덕산온천로                         | 예산군 | 덕산면 |      |
| 덕산 교차로   | 지방도 제609호선 (봉운로) 도청대로 | 예산군 | 덕산면 |      |
| 하평삼거리    | 봉산로                             | 예산군 | 봉산면 |      |
| 효교교        |                                    | 예산군 | 봉산면 |      |
| 대지삼거리    | 고덕중앙로                         | 예산군 | 봉산면 |      |
| 대지사거리    | 지방도 제618호선 (황금뜰로)        | 예산군 | 봉산면 |      |
| 대천교        |                                    | 예산군 | 고덕면 |      |
| 대천 교차로   | 지방도 제619호선 (한천로)          | 예산군 | 고덕면 |      |
| 고덕IC 교차로 | 제30호선 서산영덕고속도로          | 예산군 | 고덕면 |      |
| 별암미삼거리  |                                    | 예산군 | 고덕면 |      |
| 도랑골삼거리  |                                    | 예산군 | 고덕면 |      |
| 곱돌재        |                                    | 예산군 | 고덕면 |      |
| 오추사거리    |                                    | 예산군 | 고덕면 |      |
| 예덕교        |                                    | 예산군 | 고덕면 |      |
| 석우 교차로   | 합덕대덕로                         | 당진시 | 합덕읍 |      |
| 운곡교        |                                    | 당진시 | 합덕읍 |      |
| (이름없음)    | 국도 제32호선 (예당평야로)         | 당진시 | 합덕읍 |      |
| (이름없음)    | 면천로                             | 당진시 | 우강면 |      |

## 주요 건물 및 시설
- HD현대오일뱅크 수덕주유소 (예덕로 6/읍내리 234-14)
- 세븐일레븐 예산예덕로점 (예덕로 57/북문리 185-5)
- GS25 덕산예덕로점 (예덕로 148/상하리 453-13)
- S-OIL 봉산주유소 (예덕로 166/하평리 64-3)
- 이마트24 예산고덕봉산점 (예덕로 520/대지리 13-1)
- 고덕중학교 (예덕로 546/대천리 692)
- 현대오일뱅크 고덕IC주유소 (예덕로 588/대천리 604)
- S-OIL 고덕농협 주유소 (예덕로 945/몽곡리 43-1)
- 세븐일레븐 예산고덕점 (예덕로 948/몽곡리 42-3)
- HD현대오일뱅크 수덕사iC주유소 (예덕로 1097/호음리 38)